# Zespół Adamsa-Olivera
Zespół Adamsa-Olivera (ang. Adams-Oliver syndrome) – rzadki zespół wad wrodzonych (lub sekwencja wad), na który składają się aplazja skóry skalpu oraz defekty kończyn i, niekiedy, opóźnienie umysłowe. Zespół opisano po raz pierwszy w 1945 roku i od lekarzy którzy go opisali wziął swoją nazwę. Dziedziczenie jest zazwyczaj autosomalne dominujące z niepełną penetracją, ale opisywano też dziedziczenie autosomalne recesywne. Patogeneza jest niejasna; jak dotąd nie dowiedziono udziału mutacji żadnych genów w etiologii zespołu. Proponowano, że do wad w zespole Adamsa-Olivera dochodzi w mechanizmie dysrupcji, np. zamknięcia tętnicy podobojczykowej lub kręgowej, tak jak w sekwencji Polanda.